# Я — горностай
«Я — горностай» (англ. I Am Weasel) — американский детский мультсериал от создателей «Коровки и Петушка» о приключениях необычной пары горностая и бабуина. Премьера мультсериала состоялась 16 сентября 1997 на американском канале Cartoon Network. Мультсериал объединён в 5 сезонов из 79 серий. Создание проекта проходило на студиях «Hanna-Barbera» и «Cartoon Network», а анимацией занималась корейская студия «Rough Draft Studios» в Сеуле. Название мультсериала было вдохновлено романом «Я — легенда», который был любимым произведением Дэвид Фейсс в подростковом возрасте.
Пятый сезон, премьера которого состоялась в июне 1999 года и собравшая 1,8 миллиона зрителей, стал пятым по популярности шоу на Cartoon Network в 2000 году, уступая только мульсериалам «Суперкрошки», «Том и Джерри», «Кураж — трусливый пёс» и «Лаборатории Декстера». Роли в дамом мультфильме озвучивали такие актёры как Антониетта Сполар, Майкл Дорн, Сюзанна Блэйксли.

## Описание
В мультсериале два главных героя: горностай и бабуин. Первый — знаменитый герой, красноречивый, умный и талантливый ласка, который всегда старается помочь людям и поэтому всеми любим, постоянно выкрикивая свою крылатую фразу «Я — горностай!». Бабуин — его противник, уродливый и глупый павиан-гамадрил, который завидует успеху Горностая и постоянно пытается добиться большего, но терпит неудачу из-за своей полной глупости. Иногда им приходится объединяться в борьбе со злом, которое представляет Красный паренёк.

## Главные герои

Главные герои — горностай и бабуин

- Горностай (озвучивал Майкл Дорн) — смелый, находчивый и сильный зверь. Проводит время в стычках со своим главным соперником — бабуином. В русской локализации допущена ошибка, связанная с именем данного персонажа: «weasel» переводится как «ласка», «горностай» по-английски — «stoat». Возможно, имя было заменено намеренно из-за несоответствия полу героя.
- Бабуин (озвучивал Чарли Адлер) — почти полная противоположность первому главному герою — горностаю. Особой приметой Бабуина является его зад, окрашенный в ярко-красный цвет. Бабуин — не очень умная, бестолковая обезьяна, которая завидует всему, что есть у Горностая.
- Красный паренёк (озвучивал Чарли Адлер) — главный антагонист мультсериала, в борьбу с которым главные герои вступают тогда, когда объединяются друг другом. Обычно появляется в форме представителя власти. Отличительной чертой является умение перемещаться прыжками на ягодицах. Буквальный перевод с английского «Красный паренёк» (англ. The Red Guy).
- Веселый Роджер (озвучивал Ди Брэдли Бейкер) — толстый и высокий мужчина, который всегда носит смокинг вместе с костюмом моряка.
- Лубель (озвучивали Сьюзан Блэйксли и Тереза Ганзель) — помощница горностая, блондинка-медсестра.

## DVD релизы
В США некоторые эпизоды из этой серии были запущены на специальных DVD-дисках телеканала «Cartoon Network». Для Хэллоуина и Рождества выпущены в 2004 и 2005 годах и распространены компанией «Warner Home Video».